# Киносита, Наоэ
Наоэ Киносита (яп. 木下 尚江 Киносита Наоэ, 12 октября 1869 года — 5 ноября 1937 года) — японский писатель
 и общественный деятель, христианско-социалистический активист и автор, принимавший участие в левом и антивоенном движении.

## Биография
Киносита был уроженцем Мацумото, префектура Нагано. После окончания нынешнего Университета Васэда он вернулся в Нагано, чтобы работать там журналистом и юристом. Позже он обратился в христианство. Его увлечение христианской религией познакомило его с русской литературой, а именно с Л. Н. Толстым, чьи антимилитаристские настроения оказали существенное влияние на творчество самого Киноситы.
За поддержку им движения за права женщин и внимания к социальным проблемам (в частности, инциденту на медном руднике Асио) заключался в тюрьму.
В 1901 году Киносита вместе с Исоо Абэ, Сэном Катаямой, Котоку Сюсюем и Киёси Каваками основал первую социалистическую партию страны — Сякай минсюто (社会民主党 — Социал-демократическая партия). Новая политическая сила была незамедлительно запрещена властями. С 1903 года Киносита был редактором «Хэймин Симбун» (平民新聞) — левой антимилитаристской газеты, соучредителем которой выступил Котоку.
С началом Русско-японской войны в 1904 году Киносита выступал с ярым протестом кровопролитию и писал антивоенные статьи. Именно тогда он написал социальный роман «Огненный столп» («Хи-но хасира», 1904) с критикой войны, коррупции и лицемерия правящих кругов; также в нём изображена забастовка шахтеров острова Кюсю. Следом вышел и роман «Признание мужа» («Рёдзин-но дзихаку», 1904—1905), отстаивающий равноправие женщины. Считается, что в этих произведениях он выступал предшественником течения пролетарской литературы 1920-х годов в Японии.
В 1905 году безуспешно баллотировался на выборах, что было первым случаем выдвижения социалистической кандидатуры в японский парламент. Несмотря на достаточную популярность Киноситы в рабочих кругах, из-за высокого имущественного ценза его потенциальные избиратели не могли пользоваться избирательным правом, предвыборные собрания социалистов запрещались, а тираж их предвыборной декларации был полностью изъят. В итоге, ему удалось набрать только 32 голоса.
После того, как правительство запретило «Хэймин Симбун», он начал писать для христианско-социалистического журнала «Шин Киген». Его антивоенный роман «Огненный столп» был запрещен правительством в 1910 году. Он продолжал писать романы на пацифистскую и социалистическую тематику до конца своей деятельности, а в последние годы его привлекли попытки создать синтез, союз христианства с буддизмом.
Киносита также сыграл важную роль в отмене лицензированной проституции в Японии.